# Phigalia brunnescens
Phigalia brunnescens är en fjärilsart som beskrevs av Barend J. Lempke 1970. Phigalia brunnescens ingår i släktet Phigalia och familjen mätare. Inga underarter finns listade i Catalogue of Life.